# (32864) 1993 FW15
1993 FW15 (asteroide 32864) é um asteroide da cintura principal. Possui uma excentricidade de 0.09268840 e uma inclinação de 10.27175º.
Este asteroide foi descoberto no dia 17 de março de 1993 por UESAC em La Silla.